# Liste des partis politiques en Nouvelle-Zélande
La Nouvelle-Zélande est une démocratie multipartite. Bien que le pays compte historiquement deux principaux partis politiques, d'autres partis jouent également un rôle important, d'autant plus depuis l'introduction en 1993 d'un système électoral fondé sur la représentation proportionnelle.
Au XIXe siècle, la politique en Nouvelle-Zélande ne s'est pas encore structurée en partis, jusqu'à ce que le Parti libéral n'émerge et ne remporte les élections de 1890. Au pouvoir de 1890 à 1912, les Libéraux orchestrent des réformes sociales qui font de la Nouvelle-Zélande l'un des pays les plus progressistes au monde. L'opposition conservatrice ne fonde son propre parti, le Parti de la réforme, qu'en 1909. Le Parti travailliste de Nouvelle-Zélande, socialiste, représentant alors la classe ouvrier et les organisations syndicales, apparaît en 1916. Les Libéraux sont alors sur le déclin, et les Travaillistes deviennent le deuxième parti du pays dans les années 1920, puis le premier avec leur victoire aux élections de 1935. En réponse, les Réformistes et les Libéraux fusionnent en 1936 pour fonder un grand parti de droite unifié : le Parti national de Nouvelle-Zélande. Les Travaillistes et les Nationaux demeurent les deux principaux partis politiques du pays, tous les premiers ministres depuis 1935 étant issus de leurs rangs,.

## Les deux principaux
Le Parti travailliste (Labour Party, 46 députés actuellement) est né en 1916 de divers mouvements syndicaux et socialistes. Au pouvoir une première fois de 1935 à 1949, il introduit l'État-providence, son dirigeant Michael Savage restant à ce jour « le mieux aimé de tous les premiers ministres néo-zélandais ». Les Néo-Zélandais bénéficient alors de « l'un des niveaux de vie les plus élevés au monde ». Après deux autres courtes périodes à la tête du pays (1957-1960 et 1972-1975), le quatrième gouvernement travailliste (1984-1990) est d'abord celui de David Lange et de son ministre des Finances Roger Douglas. Lange et Douglas introduisent des mesures « radicales » de dérèglementation économique, surnommées les « Rogernomics » : réduction du rôle de l'État et de la fonction publique, privatisations, libéralisation, réduction des aides sociales et démantèlement de l'État-providence centralisé, au profit de structures décentralisées. Sous ce gouvernement très controversé, l'actionnariat décolle, et le chômage augmente. Les Travaillistes reviennent au pouvoir de 1999 à 2008 sous Helen Clark, qui « reconstruit les services publics », consolidant notamment l'éducation et les soins de santé, mais sans remettre fondamentalement en cause l'héritage des « Rogernomics ». Jacinda Ardern devient à son tour Première ministre en 2017. Le parti est également attaché au multiculturalisme,,,,.
Le Parti national (National Party, 56 députés actuellement), au pouvoir plus longtemps que tout autre parti en Nouvelle-Zélande, est né en 1936 de la fusion de partis conservateurs, unis par leur opposition aux Travaillistes. Ils arrivent au pouvoir pour la première fois en 1949, avec pour premier ministre Sidney Holland, qui y agrège encore d'autres petits partis de droite. Prônant « la liberté et la responsabilité individuelles », il libéralise très partiellement l'économie, mais conserve l'État-providence et l'essentiel des politiques héritées des Travaillistes. Ce premier gouvernement du Parti national dure jusqu'en 1957, et le parti est à nouveau au pouvoir de 1960 à 1972. Sous Keith Holyoake, il acquiert alors l'image d'un parti globalement modéré, attaché à la notion de consensus, favorable à une économie mixte et timidement ouvert à l'évolution des mœurs. Sous Robert Muldoon (1975-1984), « populiste » et davantage interventionniste en matière économique, le parti se cherche. Revenus au pouvoir en 1990 avec Jim Bolger et sa ministre des Finances Ruth Richardson, et après avoir été « dépassés sur leur droite par les Travaillistes », les Nationaux poursuivent et amplifient les politiques de dérèglementation économique entreprises par ces derniers. Cette libéralisation radicale et cette virée vers la droite (réduction drastique des aides sociales, volonté de briser le rôle des syndicats…) est controversée au sein même du parti. Les Nationaux sont actuellement au pouvoir pour la cinquième fois, avec John Key, puis Bill English de 2008 à 2017. Les valeurs actuelles du parti sont définies comme étant la liberté et la responsabilité individuelles, la liberté du marché et un gouvernement au rôle restreint, la sécurité, le patriotisme, l'égalité des chances, et le développement durable,.

## Autres partis importants
Depuis les années 1990 et l'introduction de la représentation proportionnelle, les deux principaux partis doivent constituer des alliances avec d'autres partis afin de forger une majorité apte à gouverner. Ainsi, par exemple, le parti Nouvelle-Zélande d'abord (populiste) a participé successivement à des gouvernements des deux bords. À la suite des élections de 2017, outre les Nationaux et les Travaillistes, trois partis sont représentés au Parlement. Deux d'entre eux sont alliés au gouvernement, l'autre étant un parti d'opposition non-affilié.
Partis membres de la majorité avec les travaillistes :
- Le parti Nouvelle-Zélande d'abord (New Zealand First, 9 députés) a été établi en 1993 par Winston Peters, anciennement du Parti national[2]. C'est un parti populiste, connu principalement pour son opposition à l'immigration asiatique[11].
- Le Parti vert (Green Party, 8 députés), né en 1995, prône une économie responsable sur le plan écologique, et une juste répartition des richesses sur le plan social[12].

Partis d'opposition :
- Association des consommateurs et des contribuables (1 siège). Parfois décrit comme étant d'« extrême droite »[2], le parti prône surtout la reprise et l'amplification des politiques économiques néolibérales du début des années 1990 ; c'est un parti libertarien[13].

Partis non représentés :
- Le Parti maori (Maori Party) est né en 2004 pour défendre spécifiquement les intérêts de la population maori, mais se présente aussi comme soucieux des intérêts de tous les Néo-Zélandais[12].
- Le parti Unis pour l'avenir (United Future) a été fondé en 1995 par des membres de l'aile droite du Parti travailliste et de l'aile gauche du Parti national, avec pour ambition d'établir un parti centriste qui puisse participer à tout gouvernement et en modérer les politiques[14].
- Le Parti mana (Mana Party) est né en 2011 d'une scission dans le Parti maori, et défend en priorité les intérêts des Maori[12].